# Europameisterschaften im Gewichtheben 2012
Die Europameisterschaften im Gewichtheben 2012 fanden vom 6. April 2012 bis zum 16. April 2012 in Antalya, Türkei statt. Es waren die 91. Europameisterschaften der Männer und die 25. Europameisterschaften der Frauen. Es wurden Medaillen in 15 Gewichtsklassen (acht bei den Männern und sieben bei den Frauen), jeweils im Reißen, Stoßen und Zweikampf, vergeben. Antalya bzw. die Türkei war nach 2002 zum zweiten Mal Gastgeber der Gewichtheber-Europameisterschaften.
Die erfolgreichste Nation war Russland gefolgt von Aserbaidschan und der Türkei, sowohl bei den gewonnenen Zweikampfmedaillen, wie auch bei allen gewonnenen Medaillen. Mit Valentin Xristov (AZE) gelang es nur einem Mann, alle drei Titel in seiner Gewichtsklasse zu gewinnen. Bei den Frauen gelang das mit Marzena Karpińska (POL), Cristina Iovu (MDA), Sibel Şimşek (TUR), Oksana Sliwenko (RUS) und Tatjana Kaschirina (RUS) gleich fünf Sportlerinnen.

## Männer

### Klasse bis 56 kg
| Disziplin | Disziplin | Gold             | Gold   | Silber       | Silber | Bronze       | Bronze |
| --------- | --------- | ---------------- | ------ | ------------ | ------ | ------------ | ------ |
| -56 kg    | Zweikampf | Valentin Xristov | 280 kg | Oleg Sîrghi  | 262 kg | Gökhan Kılıç | 257 kg |
| -56 kg    | Reißen    | Valentin Xristov | 125 kg | Gökhan Kılıç | 121 kg | Oleg Sîrghi  | 116 kg |
| -56 kg    | Stoßen    | Valentin Xristov | 155 kg | Oleg Sîrghi  | 146 kg | Asen Muradow | 136 kg |

### Klasse bis 62 kg
| Disziplin | Disziplin | Gold           | Gold   | Silber             | Silber | Bronze             | Bronze |
| --------- | --------- | -------------- | ------ | ------------------ | ------ | ------------------ | ------ |
| -62 kg    | Zweikampf | Bünyamin Sezer | 301 kg | Dimitris Minasidis | 288 kg | Stojan Enew        | 282 kg |
| -62 kg    | Reißen    | Bünyamin Sezer | 142 kg | Florin Croitoru    | 131 kg | Dimitris Minasidis | 130 kg |
| -62 kg    | Stoßen    | Stojan Enew    | 160 kg | Bünyamin Sezer     | 159 kg | Dimitris Minasidis | 158 kg |

### Klasse bis 69 kg
| Disziplin | Disziplin | Gold           | Gold   | Silber          | Silber | Bronze          | Bronze |
| --------- | --------- | -------------- | ------ | --------------- | ------ | --------------- | ------ |
| -69 kg    | Zweikampf | Əfqan Bayramov | 321 kg | Vencelas Dabaya | 318 kg | Bernardin Matam | 318 kg |
| -69 kg    | Reißen    | Oleg Tschen    | 158 kg | Bernardin Matam | 145 kg | Daniel Godelli  | 145 kg |
| -69 kg    | Stoßen    | Əfqan Bayramov | 178 kg | Sergei Cechir   | 175 kg | Vencelas Dabaya | 175 kg |

### Klasse bis 77 kg
| Disziplin | Disziplin | Gold          | Gold   | Silber            | Silber | Bronze          | Bronze |
| --------- | --------- | ------------- | ------ | ----------------- | ------ | --------------- | ------ |
| -77 kg    | Zweikampf | Răzvan Martin | 347 kg | Alexandru Dudoglo | 345 kg | Alexandr Spac   | 340 kg |
| -77 kg    | Reißen    | Răzvan Martin | 159 kg | Alexandru Dudoglo | 158 kg | Dmitry Ivanenko | 155 kg |
| -77 kg    | Stoßen    | Răzvan Martin | 188 kg | Alexandr Spac     | 187 kg | Semih Yağcı     | 186 kg |

### Klasse bis 85 kg
| Disziplin | Disziplin | Gold             | Gold   | Silber           | Silber | Bronze            | Bronze |
| --------- | --------- | ---------------- | ------ | ---------------- | ------ | ----------------- | ------ |
| -85 kg    | Zweikampf | Rauli Tsirekidze | 365 kg | Fatih Baydar     | 359 kg | Gabriel Sîncrăian | 359 kg |
| -85 kg    | Reißen    | Fatih Baydar     | 166 kg | Rauli Tsirekidze | 165 kg | Gabriel Sîncrăian | 164 kg |
| -85 kg    | Stoßen    | Tom Schwarzbach  | 201 kg | Rauli Tsirekidze | 200 kg | Gabriel Sîncrăian | 195 kg |

### Klasse bis 94 kg
| Disziplin | Disziplin | Gold            | Gold   | Silber         | Silber | Bronze        | Bronze |
| --------- | --------- | --------------- | ------ | -------------- | ------ | ------------- | ------ |
| -94 kg    | Zweikampf | Anatolii Cîrîcu | 402 kg | Aslan Bidejew  | 382 kg | İbrahim Arat  | 380 kg |
| -94 kg    | Reißen    | Anatolii Cîrîcu | 178 kg | İbrahim Arat   | 171 kg | Aslan Bidejew | 170 kg |
| -94 kg    | Stoßen    | Anatolii Cîrîcu | 224 kg | İntiqam Zairov | 213 kg | Aslan Bidejew | 212 kg |

### Klasse bis 105 kg
| Disziplin | Disziplin | Gold              | Gold   | Silber            | Silber | Bronze              | Bronze |
| --------- | --------- | ----------------- | ------ | ----------------- | ------ | ------------------- | ------ |
| -105 kg   | Zweikampf | Dawid Bedschanjan | 405 kg | Maxim Scheiko     | 401 kg | Serhij Tahirow      | 390 kg |
| -105 kg   | Reißen    | Maxim Scheiko     | 185 kg | Dawid Bedschanjan | 185 kg | Serhij Tahirow      | 180 kg |
| -105 kg   | Stoßen    | Dawid Bedschanjan | 220 kg | Maxim Scheiko     | 216 kg | Arkadiusz Michalski | 212 kg |

### Klasse über 105 kg
| Disziplin | Disziplin | Gold              | Gold   | Silber           | Silber | Bronze            | Bronze |
| --------- | --------- | ----------------- | ------ | ---------------- | ------ | ----------------- | ------ |
| +105 kg   | Zweikampf | Ruslan Albegow    | 429 kg | Matthias Steiner | 424 kg | Irakli Turmanidse | 423 kg |
| +105 kg   | Reißen    | Irakli Turmanidse | 195 kg | Hayk Hakobyan    | 195 kg | Péter Nagy        | 192 kg |
| +105 kg   | Stoßen    | Ruslan Albegow    | 238 kg | Jiří Orság       | 235 kg | Andrei Koslow     | 235 kg |

## Frauen

### Klasse bis 48 kg
| Disziplin | Disziplin | Gold              | Gold   | Silber         | Silber | Bronze           | Bronze |
| --------- | --------- | ----------------- | ------ | -------------- | ------ | ---------------- | ------ |
| -48 kg    | Zweikampf | Marzena Karpińska | 187 kg | Nurdan Karagöz | 177 kg | Silviya Angelova | 175 kg |
| -48 kg    | Reißen    | Marzena Karpińska | 85 kg  | Genny Pagliaro | 81 kg  | Silviya Angelova | 78 kg  |
| -48 kg    | Stoßen    | Marzena Karpińska | 102 kg | Nurdan Karagöz | 100 kg | Silviya Angelova | 97 kg  |

### Klasse bis 53 kg
| Disziplin | Disziplin | Gold          | Gold   | Silber             | Silber | Bronze                    | Bronze |
| --------- | --------- | ------------- | ------ | ------------------ | ------ | ------------------------- | ------ |
| -53 kg    | Zweikampf | Cristina Iovu | 207 kg | Aylin Daşdelen     | 201 kg | Swetlana Tscheremschanowa | 201 kg |
| -53 kg    | Reißen    | Cristina Iovu | 91 kg  | Alena Tschytschkan | 88 kg  | Aylin Daşdelen            | 88 kg  |
| -53 kg    | Stoßen    | Cristina Iovu | 116 kg | Aylin Daşdelen     | 113 kg | Swetlana Tscheremschanowa | 113 kg |

### Klasse bis 58 kg
| Disziplin | Disziplin | Gold            | Gold   | Silber                           | Silber | Bronze           | Bronze |
| --------- | --------- | --------------- | ------ | -------------------------------- | ------ | ---------------- | ------ |
| -58 kg    | Zweikampf | Boyanka Kostova | 215 kg | Romela Begaj                     | 215 kg | Jelena Schadrina | 211 kg |
| -58 kg    | Reißen    | Romela Begaj    | 102 kg | Boyanka Kostova                  | 98 kg  | Jelena Schadrina | 95 kg  |
| -58 kg    | Stoßen    | Boyanka Kostova | 117 kg | Aleksandra Klejnowska-Krzywanska | 117 kg | Jelena Schadrina | 116 kg |

### Klasse bis 63 kg
| Disziplin | Disziplin | Gold         | Gold   | Silber         | Silber | Bronze           | Bronze |
| --------- | --------- | ------------ | ------ | -------------- | ------ | ---------------- | ------ |
| -63 kg    | Zweikampf | Sibel Şimşek | 225 kg | Nikoletta Nagy | 210 kg | Okumus Neshlihan | 208 kg |
| -63 kg    | Reißen    | Sibel Şimşek | 100 kg | Nikoletta Nagy | 94 kg  | Liudmila Bril    | 93 kg  |
| -63 kg    | Stoßen    | Sibel Şimşek | 125 kg | Nikoletta Nagy | 116 kg | Okumus Neshlihan | 115 kg |

### Klasse bis 69 kg
| Disziplin | Disziplin | Gold            | Gold   | Silber            | Silber | Bronze            | Bronze |
| --------- | --------- | --------------- | ------ | ----------------- | ------ | ----------------- | ------ |
| -69 kg    | Zweikampf | Oksana Sliwenko | 258 kg | Roxana Cocoș      | 252 kg | Wiktorija Sawenko | 252 kg |
| -69 kg    | Reißen    | Oksana Sliwenko | 115 kg | Wiktorija Sawenko | 115 kg | Roxana Cocoș      | 110 kg |
| -69 kg    | Stoßen    | Oksana Sliwenko | 143 kg | Roxana Cocoș      | 142 kg | Wiktorija Sawenko | 137 kg |

### Klasse bis 75 kg
| Disziplin | Disziplin | Gold           | Gold   | Silber         | Silber | Bronze          | Bronze |
| --------- | --------- | -------------- | ------ | -------------- | ------ | --------------- | ------ |
| -75 kg    | Zweikampf | Olga Subowa    | 265 kg | Lidia Valentín | 260 kg | Hatice Yilmaz   | 223 kg |
| -75 kg    | Reißen    | Lidia Valentín | 117 kg | Olga Subowa    | 115 kg | Rumjana Petkowa | 100 kg |
| -75 kg    | Stoßen    | Olga Subowa    | 150 kg | Lidia Valentín | 143 kg | Hatice Yilmaz   | 125 kg |

### Klasse über 75 kg
| Disziplin | Disziplin | Gold               | Gold   | Silber            | Silber | Bronze            | Bronze |
| --------- | --------- | ------------------ | ------ | ----------------- | ------ | ----------------- | ------ |
| +75 kg    | Zweikampf | Tatjana Kaschirina | 328 kg | Julija Konowalowa | 274 kg | Julija Dowhal     | 273 kg |
| +75 kg    | Reißen    | Tatjana Kaschirina | 145 kg | Julija Dowhal     | 123 kg | Julija Konowalowa | 121 kg |
| +75 kg    | Stoßen    | Tatjana Kaschirina | 183 kg | Julija Konowalowa | 153 kg | Julija Dowhal     | 150 kg |

## Medaillenspiegel

### Alle Medaillen
| Rang  | Land          | Gold | Silber | Bronze | Gesamt |
| ----- | ------------- | ---- | ------ | ------ | ------ |
| 1     | Russland      | 14   | 7      | 10     | 31     |
| 2     | Aserbaidschan | 7    | 2      | 6      | 15     |
| 3     | Türkei        | 6    | 7      | 7      | 20     |
| 4     | Moldau        | 5    | 4      | 4      | 13     |
| 5     | Albanien      | 3    | 2      | 1      | 6      |
| 6     | Polen         | 3    | 1      | 0      | 4      |
| 7     | Georgien      | 2    | 2      | 1      | 5      |
| 8     | Rumänien      | 1    | 5      | 4      | 10     |
| 9     | Litauen       | 1    | 2      | 0      | 3      |
| 9     | Spanien       | 1    | 2      | 0      | 3      |
| 11    | Deutschland   | 1    | 1      | 0      | 2      |
| 12    | Bulgarien     | 1    | 0      | 3      | 4      |
| 13    | Ungarn        | 0    | 3      | 1      | 4      |
| 14    | Frankreich    | 0    | 2      | 2      | 4      |
| 15    | Belarus       | 0    | 1      | 3      | 4      |
| 16    | Zypern        | 0    | 1      | 2      | 3      |
| 17    | Armenien      | 0    | 1      | 0      | 1      |
| 17    | Tschechien    | 0    | 1      | 0      | 1      |
| 17    | Italien       | 0    | 1      | 0      | 1      |
| 20    | Ukraine       | 0    | 0      | 1      | 1      |
| Total | Total         | 45   | 45     | 45     | 135    |

### Zweikampf
| Rang  | Land          | Gold | Silber | Bronze | Gesamt |
| ----- | ------------- | ---- | ------ | ------ | ------ |
| 1     | Russland      | 5    | 2      | 4      | 11     |
| 2     | Aserbaidschan | 3    | 0      | 2      | 5      |
| 3     | Türkei        | 2    | 3      | 3      | 8      |
| 4     | Moldau        | 2    | 1      | 1      | 4      |
| 5     | Albanien      | 1    | 1      | 0      | 2      |
| 6     | Georgien      | 1    | 0      | 1      | 2      |
| 7     | Polen         | 1    | 0      | 0      | 1      |
| 8     | Rumänien      | 0    | 2      | 1      | 3      |
| 9     | Frankreich    | 0    | 1      | 1      | 2      |
| 10    | Zypern        | 0    | 1      | 0      | 1      |
| 10    | Deutschland   | 0    | 1      | 0      | 1      |
| 10    | Ungarn        | 0    | 1      | 0      | 1      |
| 10    | Litauen       | 0    | 1      | 0      | 1      |
| 10    | Spanien       | 0    | 1      | 0      | 1      |
| 15    | Belarus       | 0    | 0      | 1      | 1      |
| 15    | Bulgarien     | 0    | 0      | 1      | 1      |
| Total | Total         | 15   | 15     | 15     | 45     |

## Doping
Der Albaner Erkand Qerimaj (1. Platz 77 kg), der Litauer Aurimas Didžbalis (2. Platz 94 kg), der Weißrusse Mikhail Audzeyeu (3. Platz 105 kg) und der Slowake Ondrej Kružel (+ 105 kg) wurden wegen Dopings disqualifiziert.